# Zaireichthys maravensis
Zaireichthys maravensis és una espècie de peix pertanyent a la família dels amfílids i a l'ordre dels siluriformes.

## Etimologia
Zaireichthys prové del riu Zaire (el nom com era conegut abans el riu Congo) i del mot grec ichtys (peix), mentre que maravensis fa referència al regne maravi que va dominar l'actual territori de Malawi al segle xvi.

## Descripció
El mascle fa 3 cm de llargària màxima i la femella 3,1. Línia lateral moderada, estenent-se poques vegades més enllà de la base de l'aleta anal i amb una tendència a ésser més allargada en les femelles. Cap ample i amb el musell arrodonit, el qual no sobresurt no gaire més enllà de la boca. Ulls moderats. Boca lleugerament inferior a la meitat de l'amplada del cap. Barbetes sensorials maxil·lars estenent-se més enllà de l'origen de les aletes pectorals. Els espècimens més grossos mostren una tendència a tindre el musell relativament més llarg i les espines de les aletes pectorals i l'aleta caudal més curtes. Aleta adiposa no gaire acostada als radis de l'aleta caudal, la qual és lleugerament emarginada, amb el lòbul inferior una mica més llarg que el superior i amb 10-13 radis ramificats (normalment, el lòbul inferior en té un de més que el superior). Aleta anal amb 10-13 radis. Aletes pectorals arrodonides amb 6-7 radis ramificats. 6-8 radis branquiòstegs. 33-39 vèrtebres (37 en el cas de l'holotip). Quant a la coloració, els exemplars preservats presenten un color de fons groguenc; musell i regions interorbitària, supraoccipital i operculars de color marbre fosc; àrea infraorbitària més clara que les anteriors; 8 taques fosques al llarg de la superfície dorsal (la primera amb forma de «X» a la part inferior de la base de l'aleta dorsal i la darrera a la base de la caudal); 8-10 taques fosques al mig dels flancs (la darrera a la base de l'aleta caudal); taques més petites que les anteriors des de la part superior de la base de les aletes pelvianes fins al final del peduncle caudal. Aleta dorsal amb una petita taca fosca a prop del final de les espines, la qual continua posteriorment com una franja tènue pigmentada sobre els radis. Aleta caudal amb una banda fosca basal. Aletes pectorals amb una franja fosca tènue. Taques fosques al dors, les quals s'estenen fins a la base de l'aleta adiposa. Aletes pelvianes i anal hialines o anal amb una banda fosca tènue. Es diferencia de Zaireichthys conspicuus per tindre una línia lateral més allargada i una coloració diferent, i de Zaireichthys compactus per mostrar un diferent patró de pigmentació (fileres de taques allargades en comptes de taques irregulars).

## Hàbitat i distribució geogràfica
És un peix d'aigua dolça, bentopelàgic i de clima tropical, el qual viu a Àfrica: és un endemisme de les conques fluvials occidentals del llac Malawi a Malawi i dels rius de corrent ràpid i fons sorrencs que hi desemboquen des de Tanzània i Moçambic.

## Observacions
És inofensiu per als humans i el seu índex de vulnerabilitat és baix (10 de 100).